# Stazione di Verdello-Dalmine
Stazione di Verdello-Dalmine vasútállomás Olaszországban, Lombardia régióban, mely Verdello és Dalmine településeket szolgálja ki.

## Vasútvonalak
Az állomást az alábbi vasútvonalak érintik:
- Milánó–Bergamo-vasútvonal

## Kapcsolódó állomások
A vasútállomáshoz az alábbi állomások vannak a legközelebb:
- Stazione di Arcene
- Stazione di Levate